# Life (película)
Life es una película del año 2010.

## Sinopsis
La historia describe la vida diaria de unas jóvenes bailarinas camerunesas en las calles de Duala. En la pantalla son estrellas de videoclips, pero en la ciudad deben luchar para vivir de su arte y sacrificarse para vencer los obstáculos que se alzan en su camino. Life plasma el valor de estas mujeres, que mantienen una lucha continua en un medio social muy precario.